# Darbhung
Darbhung (nepalski: दर्भुङ) – gaun wikas samiti w zachodniej części Nepalu w strefie Gandaki w dystrykcie Gorkha. Według nepalskiego spisu powszechnego z 2001 roku liczył on 699 gospodarstw domowych i 3794 mieszkańców (2021 kobiet i 1773 mężczyzn).